# Cryptocephalus flavipes
Cryptocephalus flavipes је врста тврдокрилца из породице буба листара (Chrysomelidae).
Инсект је дуг 3–5,5 mm, при чему су женке крупније од мужјака. Основна боја је црна, а глава и ноге су жути. Бочни рубови пронотума су жути код мужјака, а женкама је пронотум потпуно црн. Врло је слична врста Cryptocephalus bameuli.
Одрасли су активни од маја до јула.
Налази из Србије су малобројни, и сви су из низије. Присутан је у безмало целој Европи.